# James Purdy
James Otis Purdy (Fremont (Ohio), 17 juli 1914 - Englewood (New Jersey), 13 maart 2009) was een Amerikaans schrijver.

## Leven
James Purdy werd geboren in Fremont in de staat Ohio. Hij ging naar de universiteit in Chicago en daarna ook in Pueblo in New Mexico. Hij was werkzaam als tolk en gaf les aan de United States Information Agency in Europa. De laatste jaren van zijn leven woonde hij in Brooklyn. In 1958 en 1962 ontving hij twee Guggenheim Fellowships. In 1993 kreeg hij de Morton Dauwen Zabel Fiction Award van de American Academy of Arts and Letters. De Ford Foundation en Rockefeller Foundation schonken hem een beurs. Edith Sitwell was een van de eersten die zijn talent erkenden. Verder spraken onder meer Edward Albee, Susan Sontag en Gore Vidal, die hem een "authentic American genius" noemde, lovend over zijn werk.
Purdy heeft zowel romans, gedichten als toneelstukken geschreven; zijn werk is echter weinig bekend, al heeft hij een kleine schare toegewijde lezers, en dit niet enkel in de Engelstalige wereld. Werken van Purdy werden in ruim dertig talen vertaald. Hij hanteert een zeer eigenzinnige, duistere stijl; de toon is vaak ironisch of satirisch, en de verhalen zijn grotesk of bevreemdend. Dikwijls zit er een homo-erotische ondertoon in. De personages van Purdy gedragen zich soms bizar; het is niet duidelijk waarom ze iets doen, of waarom ze überhaupt met elkaar te maken krijgen.
Het originele werk van Purdy vindt veel weerklank bij een kleine groep van lezers die het kennen: het heeft een cultstatus. Ook in Nederland vindt zijn werk aftrek, vooral door de activiteiten van enkele (bibliofiele) uitgevers, zoals Johan Polak, die in 1973 bij Athenaeum-Polak & Van Gennep begon met de uitgave van vertalingen van Purdy's proza, en de margedrukkers Ger Kleis (Sub Signo Libelli), Jan Erik Bouman (uitgeverij From the Ballroom en Hugin & Munin) en René Hesselink & Hans Engberts (Hinderickx & Winderickx). Uitgeverij Athenaeum-Polak & Van Gennep bracht ook twee eerste uitgaven van Engelstalig werk van Purdy uit, Collected Poems (1990) en In the Night of Time and four other plays (1992). 
Purdy heeft Nederland ettelijke malen bezocht. Nadat hij in 1990 te gast was bij het televisieprogramma van Adriaan van Dis, Hier is... Adriaan van Dis, werd de roman De gewaden der levenden een bestseller in Nederland. Een daaropvolgende signeersessie van Purdy in Amsterdam werd druk bezocht.
Purdy overleed op vrijdag 13 maart 2009. Na zijn dood maakte zijn vriend en secretaris John Uecker bekend dat hij niet in 1923 geboren was, zoals Purdy altijd voorgegeven had, maar negen jaar eerder, in 1914.

## Werken
- 1956 63: Dream Palace
- 1959 Malcolm (NL: Malcolm, 1967)
- 1957 Color of Darkness (verhalenbundel) (NL: Kleur van duisternis, 1973)
- 1961 The Nephew
- 1963 Children is All
- 1965 Cabot Wright Begins
- 1967 Eustace Chisholm And the Works (NL: Eustace Chisholm en consorten, 1979)
- 1967 An Oyster is a Wealthy Beast (dichtbundel)
- 1970 Jeremy's Version
- 1971 The Running Sun (dichtbundel)
- 1972 I Am Elijah Thrush (NL: Ik ben Elijah Trust, 1994)
- 1976 In a Shallow Grave (NL: In een ondiep graf, 1986)
- 1978 Narrow Rooms (NL: Nauwe ruimten, 1991)
- 1978 Lessons And Complaints
- 1980 Dream Palaces: Three Novels (verzamelwerk)
- 1981 Mourners Below
- 1984 On Glory's Course
- 1986 The House of the Solitary Maggot
- 1986 The Brooklyn Branding Parlors
- 1986 In the Hollow of His Hand
- 1986 My greatest pain
- 1988 The Candles of Your Eyes
- 1989 Garments the Living Wear (NL: De gewaden der levenden, 1990)
- 1990 Collected poems
- 1992 Out with the Stars
- 1992 Dream Palace: Selected Stories, 1956-87 (verzamelwerk)
- 1992 In the Night of Time and four other plays
- 1994 Reaching Rose / Terug naar Rose
- 1995 Epistles of Care
- 1996 Gertrude of Stoney Island Avenue
- 2000 Moe's Villa and Other Stories (verhalenbundel)

## Over Purdy
- Maurice van Lieshout: 'Het liegen van de waarheid. Mannelijke passie in het werk van James Purdy'. In: De Gids, jaarg.153, nummer 12 (1990), pag.1052-1058
- Menno Voskuil: 'Ben je in de winterboom. James Purdy en de Nederlandse private press'. In: De parelduiker, jaarg. 21, nummer 3 (2016), pag. 2-14

- Bibsys: 90129451
- Biblioteca Nacional de España: XX908222
- Bibliothèque nationale de France: cb11920795q (data)
- Digitale Bibliotheek voor de Nederlandse Letteren: purd001
- Gemeinsame Normdatei: 118793705
- International Standard Name Identifier: 0000 0001 2140 9161
- Library of Congress Control Number: n79054478
- MusicBrainz: e432af4e-fd2f-41eb-ac16-58080ea0506b
- Bibliotheek van het Japanse parlement: 00453454
- Nationale Bibliotheek van Tsjechië: jn20000701455
- Nationale Bibliotheek van Israël: 987007266731205171
- Nationale en Universitaire bibliotheek Zagreb: 000183437
- Nederlandse Thesaurus van Auteursnamen: 07077188X
- LIBRIS: 209128
- SNAC: w6b2802j
- Système universitaire de documentation: 027084965
- Virtual International Authority File: 79033652
- WorldCat: E39PBJv4qbRCQx6Fxqd9pmYgKd